# Selenocephalus amasycus
Selenocephalus amasycus är en insektsart som beskrevs av Dlabola 1977. Selenocephalus amasycus ingår i släktet Selenocephalus och familjen dvärgstritar. Inga underarter finns listade i Catalogue of Life.